# Bidens aurea
Bidens aurea, comummente conhecida como chá-de-marrocos ou chá-de-espanha,  é uma espécie de planta com flor, pertencente à família das asteráceas e ao tipo fisionómico dos hemicriptófitos.
A autoridade científica da espécie é (Aiton) Sherff, tendo sido publicada em Botanical Gazette 59(4): 313. 1915.

## Descrição
É uma planta herbácea perene, capaz de produzir multíplos caules a partir de rizomas alongados.
Estes caules apresentam-se erectos e estriados e cotuma medir entre 50 e 100 centímetros, havendo porém casos registados em que alcançaram os 250 centímetros de comprimento.

## Distribuição
Trata-se de uma espécie nativa do continente americano, desde do Sul dos EUA, passando pelo México até à Guatemala, que entretanto se naturalizou na Europa Ocidental e na Orla Mediterrânea Ocidental.

### Portugal
Trata-se de uma espécie introduzida em território português, nomeadamente em Portugal Continental. Pelo que marca presença em quase todas as zonas de Portugal Continental, salvo o Nordeste Leonês, a Terra Quente Transmontana, o Centro-leste de campina, o Centro-sul miocénico, o Centro-leste de campina,  o Centro-sul miocénico e o Sudoeste montanhoso.

### Ecologia
Trata-se de uma espécie ripícola, pelo que privilegia as orlas dos cursos de água, incluindo as imediações dos sulcos de regadio, nas courelas de cultivo agrícola. Medra tipicamente em solos abundantemente húmidos e nitrificados, embora também haja registos de prosperar em solos com retenção hidrica moderada e com boa exposição solar.

## Protecção
Não se encontra protegida por legislação portuguesa ou da Comunidade Europeia.

## Usos
Há registos do uso da folha seca desta planta como substituto de chá.